# Чиниджано
Чиниджано (итал. Cinigiano) — коммуна в Италии, располагается в области Тоскана, в провинции Гроссето.
Население составляет 2737 человек (2008 г.), плотность населения составляет 17 чел./км². Коммуна занимает площадь 162 км². Почтовый индекс — 58044. Телефонный код — 0564.
Покровителем коммуны почитается святой архангел Михаил, празднование 29 сентября.

## Население
Динамика населения:

## Администрация коммуны
- Официальный сайт: https://web.archive.org/web/20100326054704/http://www.comune-cinigiano.com/